# João Félix
João Félix Sequeira (wym. [ʒuˈɐ̃w ˈfɛliks] lub [-liʃ], ur. 10 listopada 1999 w Viseu) – portugalski piłkarz, występujący na pozycji napastnika w saudyjskim klubie Al-Nassr oraz w reprezentacji Portugalii. Uczestnik Mistrzostw Europy 2020 i 2024 oraz Mistrzostw Świata 2022. Laureat nagrody Golden Boy w 2019 roku.
Wychowanek SL Benfica. W swojej karierze występował również m.in. w takich klubach jak: Atlético Madryt, FC Barcelony, Chelsea czy AC Milan.

## Życiorys
W czasach juniorskich trenował w Escola Pestinhas, FC Porto i SL Benfica. W latach 2017–2018 grał w rezerwach Benfiki, po czym dołączył do jej pierwszego zespołu. W rozgrywkach Primeira Liga zadebiutował 18 sierpnia 2018 w wygranym 2:0 meczu z Boavistą FC. Do gry wszedł w 87. minucie, zastępując Franco Cerviego. Pierwszego gola w lidze zdobył tydzień później w zremisowanych 1:1 derbach Lizbony przeciwko Sportingowi CP.
3 lipca 2019 ogłoszono jego angaż przez Atlético Madryt. 
11 stycznia 2023 dołączył do klubu Premier League Chelsea Londyn na zasadzie wypożyczenia na pozostałą część sezonu 2022–23, przedłużając swój kontrakt z Atlético Madryt do 2027. Zadebiutował następnego dnia, przegrywając 1:2 na wyjeździe z Fulham, w którym dostał czerwoną kartkę i opuścił boisko w 58. minucie za faul na Kenny'ego Tete. 11 lutego 2023 w meczu przeciwko West Ham United strzelił swojego pierwszego gola dla Chelsea zakończonym remisem 1:1.
1 września 2023 został wypożyczony na rok do FC Barcelony. 3 września zadebiutował w barwach hiszpańskiego klubu w meczu z Osasuną (2:1). Pierwszą bramkę strzelił w drugim meczu, w którym trafił w wygranym 5:0 meczu z Realem Betis. Trzy dni później zadebiutował w barwach Barcelony w Lidze Mistrzów UEFA, dwukrotnie trafiając przeciwko Antwerpii (5:0).

## Statystyki

### Klubowe
(aktualne na 20 Sierpnia 2024)
| Klub                | Sezon              | Liga               | Liga  | Liga   | Puchar kraju | Puchar kraju | Puchar ligi | Puchar ligi | Europa | Europa | Inne  | Inne   | Razem | Razem  |
| Klub                | Sezon              | Liga               | Mecze | Bramki | Mecze        | Bramki       | Mecze       | Bramki      | Mecze  | Bramki | Mecze | Bramki | Mecze | Bramki |
| ------------------- | ------------------ | ------------------ | ----- | ------ | ------------ | ------------ | ----------- | ----------- | ------ | ------ | ----- | ------ | ----- | ------ |
| SL Benfica B        | 2016/2017          | LigaPro            | 13    | 3      | –            | –            | –           | –           | –      | –      | –     | –      | 13    | 3      |
| SL Benfica B        | 2017/2018          | LigaPro            | 17    | 4      | –            | –            | –           | –           | –      | –      | –     | –      | 17    | 4      |
| SL Benfica B        | Ogólnie            | Ogólnie            | 30    | 7      | 0            | 0            | 0           | 0           | 0      | 0      | 0     | 0      | 30    | 7      |
| SL Benfica          | 2018/2019          | Primeira Liga      | 26    | 15     | 6            | 1            | 2           | 1           | 9      | 3      | –     | –      | 43    | 20     |
| Atlético Madryt     | 2019/2020          | Primera División   | 27    | 6      | 1            | 0            | –           | –           | 6      | 3      | 2     | 0      | 36    | 9      |
| Atlético Madryt     | 2020/2021          | Primera División   | 31    | 7      | 1            | 0            | –           | –           | 8      | 3      | –     | –      | 40    | 10     |
| Atlético Madryt     | 2021/2022          | Primera División   | 24    | 8      | 2            | 1            | –           | –           | 8      | 1      | 1     | 0      | 35    | 10     |
| Atlético Madryt     | 2022/2023          | Primera División   | 14    | 4      | 1            | 1            | –           | –           | 5      | 0      | –     | –      | 20    | 5      |
| Atlético Madryt     | Ogólnie            | Ogólnie            | 96    | 25     | 5            | 2            | 0           | 0           | 27     | 7      | 3     | 0      | 131   | 34     |
| Chelsea F.C. (wyp.) | 2022/2023          | Premier League     | 16    | 4      | 0            | 0            | 0           | 0           | 4      | 0      | –     | –      | 20    | 4      |
| FC Barcelona (wyp.) | 2023/2024          | Primera División   | 30    | 7      | 3            | 0            | –           | –           | 9      | 3      | 2     | 0      | 44    | 10     |
| Ogólnie w karierze  | Ogólnie w karierze | Ogólnie w karierze | 198   | 58     | 14           | 3            | 2           | 1           | 49     | 13     | 5     | 0      | 268   | 75     |

### Reprezentacyjne
(aktualne na 21 lipca 2024)
| Reprezentacja | Rok     | Mecze | Bramki |
| ------------- | ------- | ----- | ------ |
| Portugalia    | 2019    | 5     | 0      |
| Portugalia    | 2020    | 8     | 3      |
| Portugalia    | 2021    | 7     | 0      |
| Portugalia    | 2022    | 8     | 1      |
| Portugalia    | 2023    | 8     | 3      |
| Portugalia    | 2024    | 9     | 2      |
| Łącznie       | Łącznie | 45    | 9      |

## Sukcesy

### Benfica
- Mistrzostwo Portugalii: 2018/2019

### Atlético Madryt
- Mistrzostwo Hiszpanii: 2020/2021

### Reprezentacyjne
- Liga Narodów UEFA: 2018/2019, 2024/2025

### Indywidualne
- Drużyna sezonu Ligi Europy UEFA: 2018/2019
- Najlepszy młody zawodnik Primeira Liga: 2018/2019
- Złoty Chłopiec: 2019
- Najlepsze objawienie według Globe Soccer Awards: 2019